# Piratensender Powerplay
Pour plus de détails, voir Fiche technique et Distribution.
Piratensender Powerplay (en français, Radio pirate Powerplay) est un film allemand réalisé par Siggi Götz sorti en 1982.

## Synopsis
Tommy et Mike, deux amis, émettent régulièrement le lundi à 15h en radio pirate à partir d'un studio de fortune dans un appartement pour qu'il y ait autre chose que le service public et son "programme stupide". La radio est très populaire, sauf pour Müller-Hammeldorf, le directeur du divertissement de la Bayerischer Rundfunk. Compte tenu de la baisse constante des chiffres d'audience de son propre programme, il souhaite ardemment la fin de cette radio illégale. Il aurait été exaucé sans l'aide inattendue de la sœur de Mike, Irmgard. Elle présente aux animateurs un nouvel émetteur mobile qui tient dans un camping-car. Avec maintenant 200 kilomètres de couverture et de nombreux contrats publicitaires pour financer le projet, "Radio Powerplay" est relancé. A lieu alors un jeu du chat et de la souris entre l'estafette et la police. Afin de continuer à émettre, Tommy et Mike doivent prendre des déguisements, parfois bizarres. La confrontation finale se fait dans un pensionnat de jeunes filles. Mais au lieu d'une condamnation, le directeur des programmes de BR a une surprise pour les deux amis : il les engage à la BR. Tout se finit dans une grande fête.

## Fiche technique
- Titre : Piratensender Powerplay
- Réalisation : Siggi Götz assisté de Beate Bach
- Scénario : Siggi Götz
- Musique : voir Bande originale
- Direction artistique : Klaus Haase
- Costumes : Rolf Albrecht (de)
- Photographie : Rolf Deppe
- Son : Thomas Erhardt
- Montage : Claudia Wutz (de)
- Production : Karl Spiehs
- Sociétés de production : Lisa Film
- Société de distribution : Tivoli
- Pays d'origine :  Allemagne de l'Ouest
- Langue : allemand
- Format : Couleur - 1,66:1 - Mono - 35 mm
- Genre : Comédie
- Durée : 90 minutes
- Dates de sortie :
  - Allemagne de l'Ouest : 14 janvier 1982.

## Distribution
- Thomas Gottschalk : Tommy
- Mike Krüger : Mike
- Evelyn Hamann : Irmgard
- Rainer Basedow : Inspecteur Pluderer
- Willy Harlander : Le juge
- Ralf Wolter : Le directeur de la radio publique
- Beate Hasenau (de) : Mlle Pfiff
- Gunther Philipp : M. Müller-Hammeldorf
- Denise Biellmann : Susi
- Jacques Herlin : M. Eisenhauer
- Volker Prechtel : Le greffier
- Otto Retzer (de) : Un policier
- Katja Flint : Une pensionnière

## Bande originale
Dans la version originale du film, on trouve les chansons suivantes :
1. Contraband – Radio Power Play
2. Sam & Dave – Soul Sister, Brown Sugar
3. Otis Redding – Love Man
4. Helen Schneider – Rock’n’Roll Gypsy
5. Alan O'Day – Undercover Angel
6. J. Geils Band – Give It To Me
7. Passport – Rub-A-Dub
8. Lucifer's Friend – Stardancer
9. Helen Schneider – Jimmy
10. Wilson Pickett – In The Midnight Hour
11. Rose Royce – Is It Love You’re After
12. Otis Redding – (Sittin’ On) The Dock Of The Bay
13. The Doobie Brothers – Long Train Running
14. Gary Wright – Dream Weaver
15. Little Feat – Down On The Farm
16. Lucifer's Friend – Old Man Roller

Les licences des chansons utilisées dans le film furent attribués, mais seulement pour un temps limité. Pour cette raison, le film fut fois réédité et publié en des versions différentes, notamment pour la première édition et la première diffusion à la télévision. L'édition du DVD en 2007 comporte toutes les chansons originales.

## Source de traduction
- (de) Cet article est partiellement ou en totalité issu de l’article de Wikipédia en allemand intitulé « Piratensender Powerplay » (voir la liste des auteurs).